# Porto de Niterói
Porto de Niterói é um porto situado no Centro de Niterói, no estado do Rio de Janeiro, no Brasil. Abrigado na Baía de Guanabara, é fundamental para o escoamento da produção do estado. É um dos principais portos brasileiros, abrigando boa parte dos estaleiros nacionais e ainda a sede da armada brasileira. Opera como base de apoio logístico offshore para as plataformas de petróleo da Bacia de Campos e Bacia de Santos.
O acesso ao porto se faz através da Avenida Feliciano Sodré nº 215, que tem conexões com a rodovia BR-101 e ligações diretas com a Ponte Rio-Niterói e a Rodovia Amaral Peixoto, que leva ao interior do Estado do Rio de Janeiro. Possui uma área de terminais de 27 060 metros quadrados e um cais com o comprimento de 431 metros. O seu calado atual é de 7,5 metros. Sua localização também é estratégica para atender demandas nas Bacias de Campos (RJ), Santos (SP) e Vitória (ES). Pesquisa do Instituto de Pesquisa Econômica Aplicada mostra que o Porto de Niterói ocupa a nona posição entre os portos brasileiros, com elevado valor agregado na média dos produtos movimentados, na base de 670 dólares estadunidenses por tonelada. Com uma localização privilegiada, o porto também terá um papel significativo para a construção e atividades a serem desenvolvidas no futuro Complexo Petroquímico do Estado do Rio de Janeiro, o Comperj, a ser instalado em Itaboraí.

## História

### Antecedentes
O prefeito Feliciano Pires de Abreu Sodré deu prosseguimento à obra remodeladora de Pereira Ferraz. Em 1911, o Porto de Niterói começa a ser idealizado entre a Ponta d'Areia e o Porto do Méier, na região da Enseada de São Lourenço (ou Mangue de São Lourenço), outrora ocupada por manguezais e que, a partir dos séculos XVIII e XIX, começou a sofrer progressivo processo de assoreamento, tornando-se o vazadouro de lixo da cidade, insalubre, uma "ferida cancerosa aberta em pleno coração da cidade", como expressou a Comissão Construtora do Porto de Nictheroy e Saneamento da Enseada de São Lourenço.
Em 1913, oficializou-se, por decreto, a construção do Porto de Niterói, aos moldes do Porto do Rio de Janeiro. A cidade, aos poucos, desenvolvia-se nas mãos de Feliciano Sodré, que implantou uma rede de saneamento, beneficiando São Lourenço, Fonseca e Ponta d'Areia. A urbanização empreendida teve forte influência da reforma feita por Pereira Passos na cidade do Rio de Janeiro, contemporânea à de Feliciano Sodré. Foi o chamado período da "Renascença Fluminense", sendo a tentativa de criação de uma identidade própria para Niterói e para o Estado do Rio de Janeiro distinta à Cidade do Rio de Janeiro. A principal concepção era a aproximação entre o centro comercial e o centro político do estado. As obras de "saneamento/aterro" da enseada começaram em aproximadamente 1917 e 1918, prolongando-se por dez anos, dado o aterro de grandes proporções que quase duplicou a área urbana.
Paralelamente às obras do aterro, ocorreu o desmonte hidráulico do Morro do Campo do Sujo e de pequena parte do Morro São Sebastião. O Morro do Campo Sujo ou Morro Doutor Celestino era a área de esgotamento sanitário da cidade, lugar de despejo dos barris dos "tigres" (termo que designava os escravos responsáveis por jogar fora os barris cheios de esgoto doméstico das casas de seus senhores e que, com essa atividade, acabavam se manchando de esgoto, ficando rajados como tigres) no século XIX. Desta área, emergiria o atual centro político da cidade, representado pela Praça da República e seu complexo de prédios: Escola Normal (Liceu Nilo Peçanha), Assembleia Legislativa do Rio de Janeiro (atual sede da Câmara Municipal de Niterói), Secretaria de Segurança, Palácio da Justiça e Biblioteca Pública.

### Construção do porto

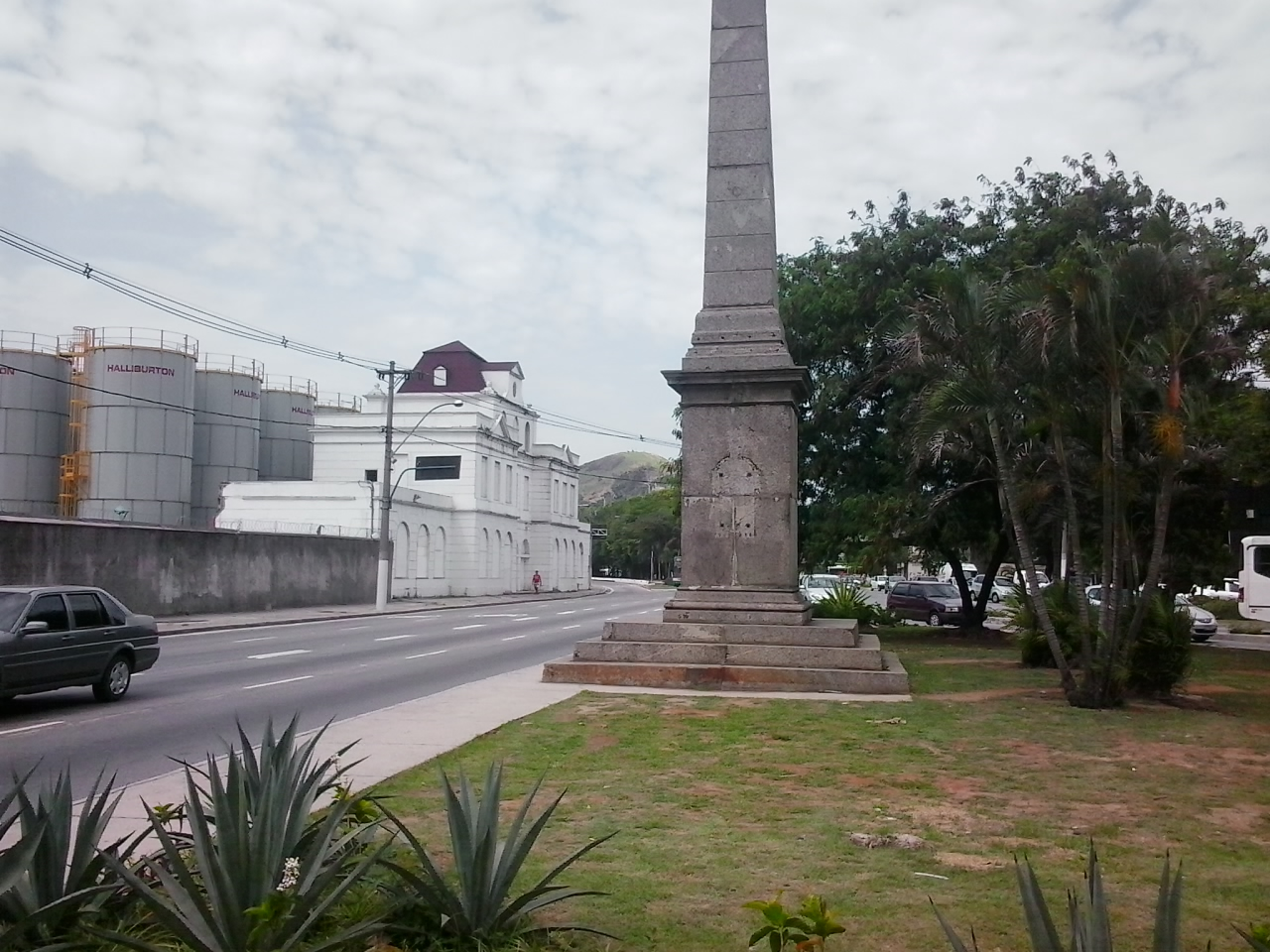
Praça Renascença Fluminense

Ao ser empossado governador, Feliciano Sodré expediu a autorização para a construção do porto e o saneamento completo da enseada, retirando o lodo existente, aterrando a área compreendida entre o cais e a antiga linha do litoral, construindo armazéns para serviços portuários e consequente abertura da navegação de cabotagem.
O projeto de urbanização proposto pela Comissão Construtora do Porto de Nictheroy e Saneamento da Enseada de São Lourenço aterrou uma área de 357 000 metros quadrados. O traço urbano do aterrado, radial-concêntrico (formando um leque, semicírculo), possuía ruas que convergiam para a praça central, a Praça da Renascença, onde existe a estação da Leopoldina Railway, inaugurada em 1930. O primeiro trecho do porto foi inaugurado em 1927, e o segundo em 1930.
O governo federal, pelo Decreto 16 962, de 24 de junho de 1925, concedeu, ao estado do Rio de Janeiro, autorização para construir e explorar comercialmente o Porto de Niterói. Ainda na década de 1920, são feitas as obras do aterrado da Enseada de São Lourenço, no mangue que ali existia. Este aterro tinha, como objetivo, facilitar a construção do Porto de Niterói, da Estação Ferroviária e de uma nova avenida, a Feliciano Sodré, no limite do bairro de Santana com o Centro e São Lourenço. O desenvolvimento das primeiras instalações compreendeu um trecho de 100 metros de cais e um armazém para carga geral. A Estrada de Ferro Leopoldina Railway prolongou suas linhas da estação de Maruí (existente desde 1827) até o novo cais, onde foi construída estação de passageiros, esta aberta ao público em 1930.

### Decadência

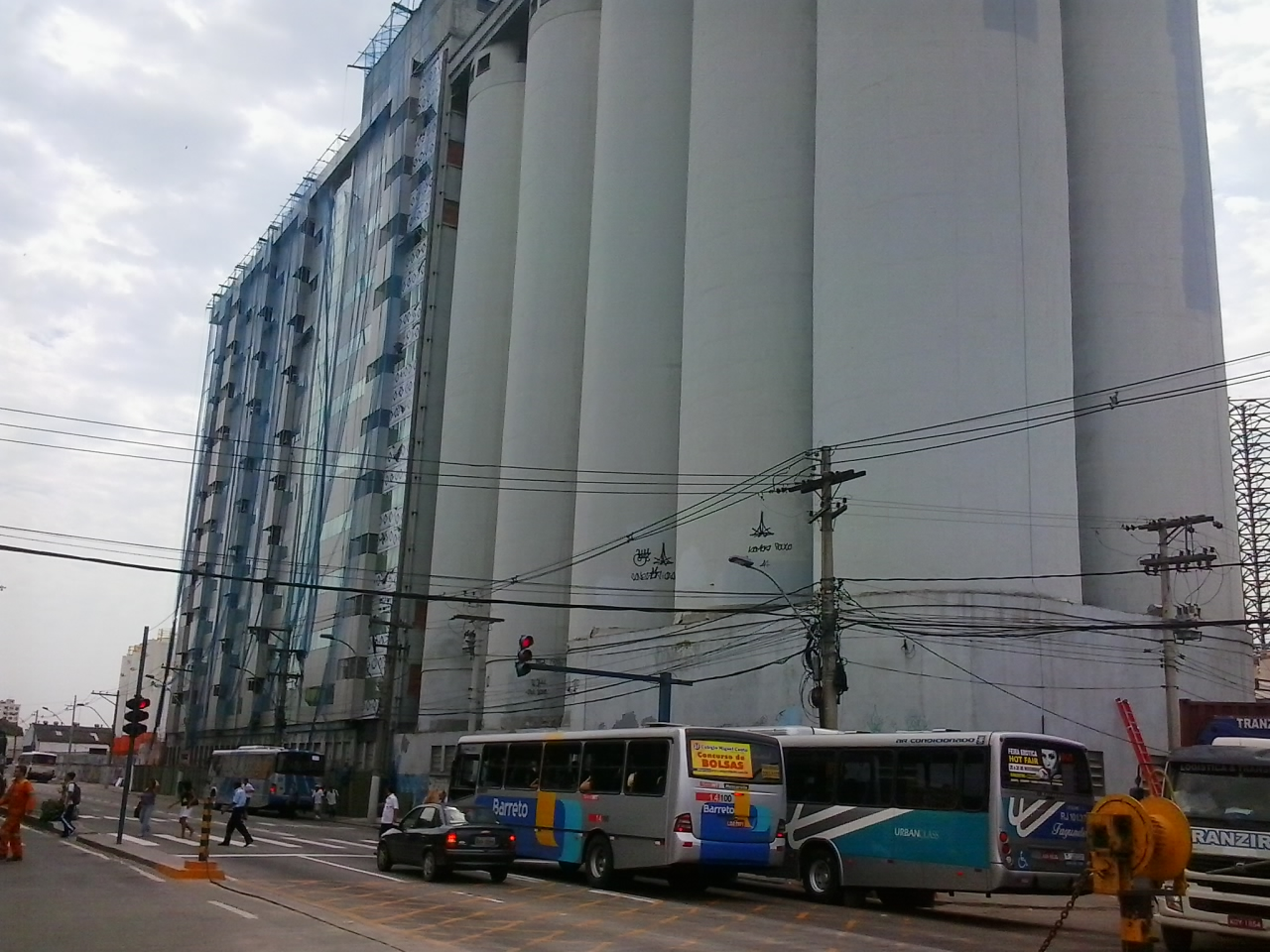
Moinho Fluminense

O porto passou a ser administrado a partir de 1960 pelo Departamento de Portos e Navegação do governo estadual. Teve a concessão extinta pelo Decreto 77 534, de 30 de abril de 1976, ficando sob a gestão da Empresa de Portos do Brasil S.A. (Portobras), extinta em 1990. O porto é integrado ao complexo portuário da Companhia Docas do Rio de Janeiro.
O movimento do Porto de Niterói - sempre pequeno - consistia, principalmente, na exportação de café para o exterior e de açúcar de Campos dos Goytacazes para portos nacionais. Era utilizado também na importação de madeiras e trigo. O movimento portuário de Niterói, no entanto, esvaziou-se em quase 50% no período de 1964-1967, com a decadência da economia cafeeira do Norte Fluminense. O setor têxtil, tradicional na economia fluminense, também foi perdendo a competitividade desde então.
Na década seguinte, com a construção da Ponte Rio-Niterói, uma parte do cais foi tomada por aterro e viadutos de acesso das vias da cidade à ponte, limitando e complicando as atividades portuárias locais e contribuindo para acelerar a decadência do porto. A estagnação da atividade da indústria naval nas décadas de 1980 e 1990 fez com que o porto se limitasse às atividades de importação de trigo ao Moinho Atlântico. Por sua vez, as enseadas dessa região acabaram criticamente assoreadas, com pontos onde a profundidade é de apenas 30 centímetros.

### Revitalização e baseOffshore
Na década de 2000, começa um processo de revitalização do porto. Para o setor portuário, a revitalização do Porto de Niterói - com 23 000 metros quadrados de área aberta e 3 300 metros quadrados de área coberta -, é estratégica ao desenvolvimento da produção industrial local, em especial a relacionada à indústria de construção e reparo naval, em franco crescimento. Em 2005, foram assinados os contratos de arrendamento para exploração do Porto de Niterói, buscando o seu desenvolvimento, com novos investimentos em infraestrutura que possibilitem um novo perfil para o porto em conformidade com o mercado da região em torno do mesmo.
Atualmente, a potencialidade do Porto está voltada para a movimentação de carga geral e reparo naval e, principalmente, adequada ao apoio logístico da atividade offshore. O local possui dois armazéns com capacidade de 12 000 toneladas, mais dois pátios descobertos, totalizando 3 584 metros quadrados.

## Acessos
- Rodoviário – Pelas rodovias RJ-104 e BR-101 e através da Avenida Feliciano Sodré.
- Ferroviário – Pela Ferrovia Centro-Atlântica S/A, malha Centro-Leste, antiga Superintendência Regional Campos (SR 8), da Rede Ferroviária Federal S.A. (RFFSA), alcançando Niterói por uma das linhas da Central, porém não tocando as instalações portuárias.
- Marítimo – A barra corresponde à entrada da baía de Guanabara, entre o Morro do Pão de Açúcar e a Fortaleza de Santa Cruz da Barra, numa faixa com largura de 1,5 quilômetros e profundidade mínima de 12 metros. O canal de acesso se estende por 14 quilômetros, com largura de 70 metros e profundidade de 6 metros.[4]

## Terminais portuários
Dentro do complexo Portuário de Niterói, existem, atualmente, dois terminais arrendados com contratos assinados em 16 de agosto de 2005, com prazo de duração de 10 anos renováveis por mais 10 anos.
- Terminal I: Nitport Serviços Portuários S.A. - exploração das instalações portuárias de uso público, especializado na movimentação de granéis sólidos e carga geral. Área do Terminal - 11 330 metros quadrados. Comprimento da Cais - 139,56 metros. Calado - 7,5 metros.
- Terminal II: Nitshore Engenharia e Serviços Portuários S.A. - exploração das instalações portuárias de uso público, especializado no apoio logístico às atividades off-shore e reparos navais. Área do Terminal - 15 730 metros quadrados. Comprimento do cais - 290 metros. Calado - 7,5 metros.

## Administração
O porto é administrado pela PortosRio.

## Recuperação e ampliação

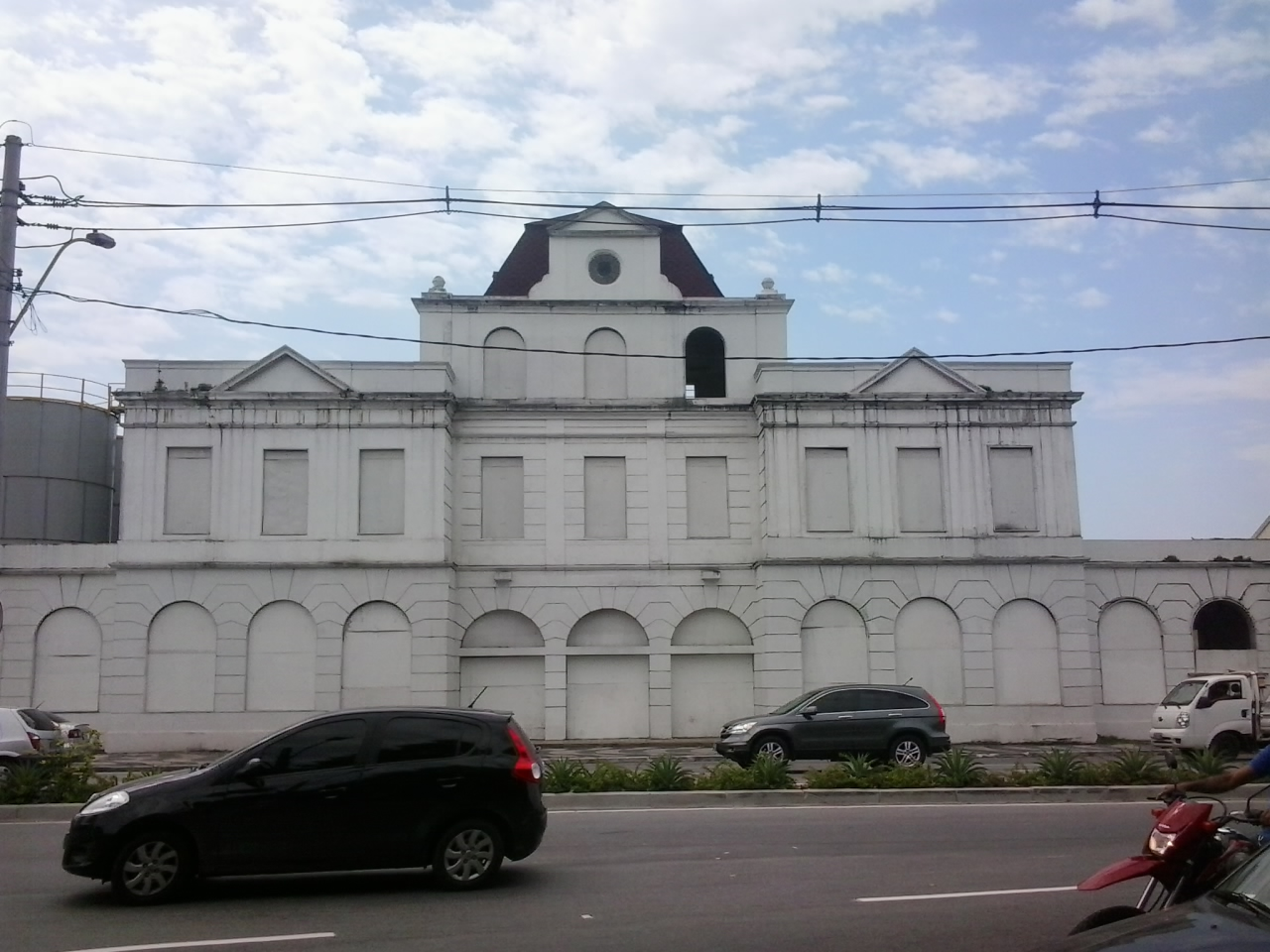
Estação Presidente Dutra - Porto de Niterói.

A recuperação da área portuária de Niterói incluiu, ainda, a reforma dos dois terminais e da antiga estação ferroviária Presidente Dutra, que será transformada num centro cultural. A reinauguração do Porto de Niterói significou mais um passo da cidade em sua ambição de se transformar na maior referência nacional da indústria naval e de serviços de apoio offshore. A revitalização da área, que consumiu 13 milhões de reais (os investimentos totais chegarão a 18 milhões de reais), permitirá que o local possa atender à demanda logística e de carga.
Em 2012, iniciou-se a construção de um dique seco para armazenamento de produtos do porto na área onde existiam o campo de futebol da Escola Superior da Polícia Militar e a sede do Grupamento Aéreo Marítimo, área esta adquirida pelo Porto de Niterói. Já foram retirados, do local, 40 caminhões de aterro. O terreno de 15 mil metros quadrados, onde ainda funcionam a escola e o grupamento, foi alvo de intensa disputa envolvendo gigantes do mercado offshore da cidade.
Por sua vez, paralelamente, a Secretaria Estadual de Desenvolvimento Regional e Pesca trabalha em parceria com o Instituto Nacional de Pesquisa Hidroviária para a elaboração de um projeto que devolva o calado para o Porto de Niterói e o Centro Integrado de Pesca Artesanal de Niterói (Cipar) de forma que as embarcações voltem a circular naquela região e que esses trechos tenham até 12 metros de profundidade. A revitalização das enseadas visa a dar as condições ideais para o reaquecimento da atividade pesqueira e de offshore no Leste Fluminense.